# Rogationistes du Cœur de Jésus
Les rogationistes du Cœur de Jésus (en latin : Congregatio Rogationistarum a Corde Iesu) forment une congrégation cléricale enseignante et vocationnelle de droit pontifical.

## Historique
La congrégation est fondée à Messine par Annibale Maria Di Francia (1851-1927) pour gérer les orphelinats qu'il a ouverts. Le 16 mai 1897, les premiers collaborateurs prennent l'habit religieux et le 15 septembre 1901, le P. Di Francia leur donne le nom de rogationistes (du latin rogate, extrait de Matthieu 9:38 : Rogate operarios Dominum ut messis de mittat dans Messem suam, priez le maître de la moisson d'envoyer des ouvriers dans sa moisson) car ils ont aussi pour but de prier pour les vocations et pour propager cet esprit de prière. 
Le séisme qui frappe Messine en 1908 endommage les structures de la congrégation, mais pousse les rogationistes à étendre leurs œuvres dans d'autres régions d'Italie. En 1909, ils ouvrent un orphelinat à Oria. Un autre coup est porté à la jeune institution par le déclenchement de la Seconde Guerre mondiale qui coûte la vie à des religieux. 
Mgr Angelo Paino, archevêque de Messine, approuve l'institut le 6 août 1926 qui reçoit le décret de louange le 15 février 1958.

## Activité et diffusion
Les rogationistes se dédient à la prière pour les vocations et la propagation d'un tel esprit de prière par la publication et la diffusion de livres, périodiques et magazines. Ils se dévouent également à l'éducation des jeunes, en particulier ceux qui sont abandonnés, avec des centres d'orientation professionnelle, des établissements d'enseignement et centres de formation professionnelle.
Ils sont présents en :
- Europe : Italie, Albanie, Espagne, Pologne.
- Amérique : Argentine, Brésil, États-Unis, Paraguay.
- Afrique : Cameroun, Rwanda.
- Asie : Corée du Sud, Inde, Philippines, Vietnam.
- Océanie : Papouasie-Nouvelle-Guinée.

La maison généralice est sur la Via Tuscolana à Rome.
À la fin de 2008, l'institut comptait 420 membres dont 278 prêtres dans 70 maisons. 